# ديف سيمونز (لاعب كرة قدم أمريكية أمريكي)
ديف سيمونز (بالإنجليزية: Dave Simmons)‏ هو لاعب كرة قدم أمريكية أمريكي، ولد في 3 أغسطس 1943 في إليزابيثتاون في الولايات المتحدة، وتوفي في 7 نوفمبر 1994 في تشاتانوغا في الولايات المتحدة.

## وصلات خارجية
- ديف سيمونز على موقع مرجع كرة القدم المحترفة.كوم (الإنجليزية)